# Pentápolis

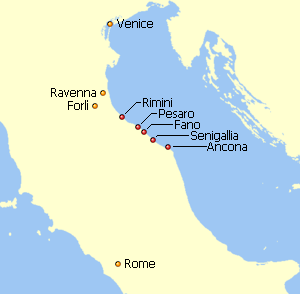
Mapa que muestra las 56 ciudades de la Pentápolis (rojo) con algunas otras ciudades del exarcado de Rávena.

Pentápolis (del griego πέντε pénte "cinco" y πόλις pólis "ciudad") es el nombre que se da a un conjunto de cinco ciudades. Las más conocidas son:
- La Pentápolis bíblica, situada al sur de Canaán, estaba formada por las ciudades de Sodoma, Gomorra, Adma o Adama, Zeboím y Segor. Según la Biblia, allí se estableció Lot (לוט), sobrino de Abraham, hijo de su hermano Harán. Eran ciudades dadas al vicio, y fueron castigadas por el Dios abrahámico.[1]

- La pentápolis bizantina, en el Adriático italiano, compuesta por Cesarea, Ravena, Forlì, Forlimpopoli y Classe.

- La Pentápolis filistea, situada al sudoeste del actual Israel y en la Franja de Gaza. Estaba formada, según el pasaje bíblico (Jos, 13:3), por las ciudades filisteas de Gaza, Ascalón, Asdod, Gat y Ecrón.

- La Pentápolis libia, situada en la provincia romana de Libia Superior, en el noroeste de la actual Cirenaica. Comprendía las ciudades de Cirene (actual Shahat), Berenice (actual Bengasi),  Arsínoe  (actual Tocra), Apolonia de Cirene (actual Susah), y Ptolemaida (actual Al-Aguriya).

- La Pentápolis argelina, formada por las ciudades de Ghardaïa, Beni Isguen, Bou-Noura, El Ateuff y Melika.

- Las Cinco Villas de la provincia de Zaragoza, formadas por las poblaciones de Sos del Rey Católico, Tauste, Ejea de los Caballeros, Uncastillo y Sádaba.

- La Pentápolis italiana, un territorio de la Italia medieval que estuvo formado, por las ciudades de Rímini, Pésaro, Fano, Senigallia y Ancona.

- Las Cinco villas navarras (en vasco Bortziriak), en torno al río Bidasoa, formada por las poblaciones de Vera de Bidasoa, Lesaca, Echalar, Aranaz y Yanci.

- La Pentápolis eslovaca, una alianza de cinco ciudades mineras: Kosice, Levoca, Bardejov, Presov y Sabinov.